# Radovan Ivšić
Radovan Ivšić, né à Zagreb le 22 juin 1921 et mort à Paris 15e le 25 décembre 2009,, est un poète et auteur dramatique surréaliste croate.

## Biographie et œuvre
À partir de 1941, Radovan Ivšić commence à écrire des pièces de théâtre.
En 1942, son poème Narcisse est désigné par le régime fasciste des oustachis comme un exemple d'art dégénéré, et ses textes sont interdits. En 1945, le régime titiste lui ferme pour trente ans les portes du théâtre. Il aura donc été à la fois interdit pendant l'occupation allemande et après guerre par les tenants du réalisme socialiste, soutenus par les premiers surréalistes yougoslaves, ralliés au stalinisme et/ou au titisme.
« Homme de grande culture et polyglotte, il [vit] alors de traductions d'auteurs français », non seulement des Confessions de Jean-Jacques Rousseau, de Dom Juan de Molière, mais aussi de Maeterlinck, Marivaux, Mérimée, Jean Giraudoux, Eugène Ionesco, Guillaume Apollinaire, André Breton, Aimé Césaire.
En tant qu'auteur dramatique, il écrit, entre 1941 et 1956, la plupart de ses textes de théâtre dont le plus connu est Le Roi Gordogane (1943), cité par André Breton comme une date notable dans les Éphémérides surréalistes. On lui doit également, parmi d'autres, Pouvoir dire ou Aiaxaia ou encore Airia. À propos de sa création théâtrale, Annie Le Brun y voit une occasion de rendre le monde « à la grande théâtralité du néant et du sens », une façon aussi de « redonner au langage son corps perdu » et de « poser infiniment la question du sens » ; car pour Ivšić, « il n'y a pas crise du théâtre mais crise du corps », quand « pris entre le terrorisme du spectacle visuel où le mot n'a plus de sens et le terrorisme du spectacle engagé où le mot n'a plus qu'un seul sens, le théâtre est devenu un espace sans perspective et, faute de perspective, un espace sans profondeur. » On constate dans son théâtre, comme dans sa poésie, une fascination pour la forêt, et à ce qui la lie aux mots, aux images comme au mystère nocturne qui habite les êtres : forêt à la fois mentale, symbolique, mythique, « devenue, selon les termes d'Annie Le Brun, le théâtre du monde », et « il n'est aucun de ses textes où la forêt, proche ou lointaine, ne revienne comme le vivant miroir dans lequel nous pouvons nous voir devenir ce que nous ne croyons pas être ».
En 1954, il parvient à gagner Paris où il se fixe. Il écrira par la suite presque exclusivement en français. À l'invitation d'André Breton et Benjamin Péret, il participe à toutes les manifestations du mouvement surréaliste. Plusieurs de ses poèmes inspirèrent des peintres célèbres. Ainsi Miró illustra Mavena paru en France en 1960. À l'inverse, avec Le Puits dans la tour. Débris de rêves, publié en 1967, c'est Ivsic qui « met en mots » les douze encres de Chine que lui donna Toyen. Après la dissolution du mouvement surréaliste en 1969, il fonde avec quelques amis dont Toyen, Georges Goldfayn, Annie Le Brun, les Éditions Maintenant, se proposant de continuer l'aventure, sans se réclamer de quelque appellation que ce soit.
Dans les années 1970, l'œuvre de Radovan Ivsic est peu à peu « réhabilitée » en Yougoslavie sous la pression des jeunes générations qui choisissent même le nom d'une de ses pièces, Gordogane, pour titre de leur revue. Un peu avant la publication de son théâtre, paraît en 1974 dans Crno, un important choix de ses anciens poèmes. C'est par cet ensemble, augmenté de ses textes poétiques écrits à Paris, que commence en 2004 la publication en français de l'œuvre de Radovan Ivšić aux éditions Gallimard. Suivent Théâtre (2005), Cascades (2006), rassemblement d'interviews, préfaces et courts essais.
« Si, comme l'écrit Annie Le Brun à son sujet, le poète est celui dont la parole élargit l'horizon », on constate en effet dans toute la démarche de Radovan Ivšić, dans son œuvre poétique, comme dans son théâtre, « cette continuelle tentation du désir humain de porter au-delà de lui-même. » À ce propos et au sujet de son écriture, évoquant l'infinité des formes et des mouvements suscités par le désir et le langage du désir, Étienne-Alain Hubert insiste sur la « sorte de vide » qui alors « entoure les mots, leur conférant une capacité maximale d'irradier autour d'eux. Bien que souvent choisis parmi les plus courants, les vocables en reçoivent des résonances illimitées ; les phrases s'égrènent une à une comme si elles étaient énoncées dans le silence nocturne. »
À sa mort, Patrick Kéchichian souligne la grande « fidélité à l'esprit surréaliste » qui l'anima, en même temps qu'« une maîtrise incontestable que ne contredisent pas la simplicité et la limpidité mystérieuse de la langue poétique. »
Il fut l'époux de Marianne Ivšić (peintre et poète) et d'Annie Le Brun.

## Œuvres
- Tanke 1940-1954, Zagreb, 1954.
- Airia, Paris, Jean-Jacques Pauvert, 1960.
- Avec Miró, Mavena, Paris, Éditions surréalistes, 1960 ; rééd. Paris, Éditions Maintenant, coll. « S », n°1, 1972.
- Avec Toyen, Le Puits dans la tour, débris de rêves, Paris, Éditions surréalistes, 1967.
- Le Roi Gordogane, ouverture de Philippe Audoin, illustrations de Toyen, Paris, Éditions surréalistes, 1968.
- Avec Annie Le Brun et Fabio De Sanctis, La Traversée des Alpes, Rome, Éditions Maintenant, 1972.
- Avec Toyen, Les Grandes Ténèbres du Tir, Paris, Éditions Maintenant, 1973.
- Quand le surréalisme eut cinquante ans (collectif), avec Georges Goldfayn, Annie Le Brun, Gérard Legrand, Pierre Peuchmaurd, Toyen, Paris, Éditions Maintenant, 1974.
- Crno, Zagreb, Liber, 1974.
- Toyen (monographie), Paris, Éditions Filipacchi, 1974.
- Autour ou dedans, Paris, Éditions Maintenant, coll. « S », n° 15, 1974.
- En collaboration avec Georges Goldfayn, Annie Le Brun, Gérard Legrand et Toyen, Il faut tenir compte de la distance, feuilleton théorique, Paris, Éditions Maintenant, coll. « S », n° 8, 12, 13, 16, 19, 22, 24, 1973-1976.
- En collaboration avec Adrien Dax, Georges Goldfayn, Georges Gronier, Annie Le Brun, Gérard Legrand, Fabio de Sanctis et Toyen, Objets d'identité, Paris, Éditions Maintenant, coll. « S », n° 23, 1976.
- Quand il n'y a pas de vent, les araignées, Paris, Contre-Moule, 1990.
- Unepovrat, Zagreb, Grafički zavod hrvatske, 1990.
- Teatar, Zagreb, Nakladni zavod Matice hrvatske, 1998.
- Reprises de vue (avec 13 photographies de Jindřich Štyrský), Prague, Edice Strelec, 1999.
- Poèmes (préf. Étienne-Alain Hubert), Gallimard, coll. « Blanche », 2004.
- Théâtre (préf. Jean-Paul Goujon), Gallimard, coll. « Blanche », 2005.
- Cascades, Gallimard, coll. « Blanche », 2006,  (ISBN 978-2070780723).
- Skurjeni, Hrvatski musej naivne umhjetnosti, Zagreb, 2007.
- À tout rompre : controverse  (préf. Annie Le Brun, Olivier Neveux), Paris, Gallimard, coll. « Blanche », 2011, 160 p. (ISBN 978-2-07-013225-6).
- Rappelez-vous cela, rappelez-vous bien tout, Gallimard, coll. « Blanche », 2015.

## Citations
- « La poésie est par essence libertaire », interview donnée à la revue Gordogan en janvier-février 1979 à Zagreb[15].
- « Prenez-moi tout, mais les rêves je ne vous les donne pas[16]. »
- « Aujourd'hui, le monde dort mais ne rêve pas[17]. »